# Хуан Педевиља
Хуан Сантос Педевиља (шп. Juan Santos Pedevilla; рођен 6. јуна 1909, датум смрти није познат) био је аргентински фудбалски дефанзивац који је играо за Аргентину на Светском првенству у фудбалу 1934. Играо је и за Естудиантил Портењо.